# Hippasteria nozawai
Hippasteria nozawai är en sjöstjärneart som beskrevs av Shoji Goto 1914. Hippasteria nozawai ingår i släktet Hippasteria och familjen ledsjöstjärnor. Inga underarter finns listade i Catalogue of Life.